# 三田羽衣
三田 羽衣（みた うい、1990年〈平成2年〉10月12日 - ）は、神奈川県出身の日本のグラビアアイドル、女優。

## 人物・略歴
音大出身でオペラやフルートを得意とし、グラビア、女優、レースクイーン、ラウンドガール、モデルとして活動。
2016年8月12日、恵比寿★マスカッツ全国ツアーファイナル恵比寿Liquid Roomにおける年間MVPの授賞式にて敢闘賞を受賞。
GLITTER×PELADAのビューティヒップコンテストファイナリスト。
世界中を旅するのが好きで、年間5回は海外に行っている。
料理が得意であり、ブログやTwitterなどで手料理を仕事現場へ差し入れしている様子も見られる。
- 趣味：買い物、エステ、旅行、料理
- 特技：声楽、ピアノ、フルート、バレエ、Y字バランス
- チャームポイント：くびれ、お尻

## 出演

### テレビ・WEB配信
- 「衝撃ゴウライガン!!」[1]（2013年10月4日 - 12月27日、テレビ東京）
- 「あすなろ三三七拍子」（2014年7月、フジテレビ）- ラクロス部員役
- 「マスカットナイト」（2015年10月8日 - 2017年3月30日、テレビ東京）- レギュラー
- 「モテるの法則 season 5」#1～3（2016年 - 、エンタメ～テレ）- レギュラーアシスタント[2]
- 「とんねるずのみなさんのおかげでした」（2016年6月2日、フジテレビ）- コーナー仕掛け人[3]
- 「SPECIALな金曜The NIGHT 恵比寿☆マスカッツ編 #1」（2016年7月16日、AbemaTV）
- 「極楽とんぼ「KAKERU TV」～24時間AbemaTV生JACK〜」（2017年3月4日、AbemaTV）
- 「マスカットナイト・フィーバー!!!」（2017年4月5日 - 9月28日、テレビ東京）- レギュラー
- 「王庭伝説」（2017年5月19日 - 6月18日、テレビ埼玉）- レギュラー
- 「人気芸人対マスカッツ！ポロリ100%！夜の水泳大会 極楽とんぼKAKERU TV」（2017年9月1日、AbemaTV）
- 「恵比寿マスカッツ横丁!」（2017年10月5日 - 12月28日、テレビ東京）- レギュラー
- 「恵比寿マスカッツ 1.5 真夜中のワイドショー」（2017年11月9日 - 、AbemaTV）- レギュラー
- 「邪道だらけの夜の大運動会2018」（2018年4月30日、AbemaTV）
- 「恵比寿マスカッツのすぽスポSPORTS」（2018年5月9日 - 、BSスカパー!、毎月第2、第4水曜日）- レギュラー
- 「今夜くらべてみました」（2018年10月24日・11月7日、日本テレビ）- ゲスト
- 「シノビマスター 閃乱カグラ NEW LINK WORLD」（2018年12月6日）- シノビダマガールズ
- 「KINGLYMASKチャンネル vol.4」（2019年2月12日、ニコニコチャンネル）- ゲスト[4]
- 「島田秀平の心霊フォトグラ怖」（2019年6月1日配信スタート、ニコニコチャンネル）- MCレギュラー

### CM
- 日産自動車リーフ（2013年5月公開）
- キリンビール（2013年12月公開）

### 映画
- 「喰女-クイメ-」（2014年8月23日公開）
- 「龍三と七人の子分たち」（2015年4月25日公開）
- 「オナニーシスター たぎる肉壺」（2015年10月16日公開、監督：榊英雄）– 神崎茜 役[5][6]

### 舞台
- 劇団空感エンジンプロデュース公演「六畳一間で愛してる」（2014/10/1～10/6）A班
- 劇団空感エンジンプロデュース公演「LIFE～未来のあなたの為に～」（2015/4/29～5/4）主演
- 劇団さるもこしかける社プロデュース公演「7人の負け犬」（2016/8/25～8/28）主演[7]

### 雑誌・新聞
- Happie nuts
- JELLY
- JJ
- 週刊プレイボーイ
- 金のEX
- 週刊実話
- FLASH
- 月刊キスカ
- ギャルズパラダイス
- スポニチ
- サンスポ
- 日刊スポーツ
- スカパー！番組情報アプリ ヨムミル！Plus

### イベントコンパニオン・モデル
- 東京オートサロン
- 名古屋オートトレンド
- 東京ガールズコレクション
- 東京ゲームショウ

### レースクイーン・キャンペンガール
- トレジャーファクトリードレスサイトモデル
- 後楽園ホールラウンドガール
- MFJ 全日本ロードレース選手権2014「NTS T.Pro Project」レースクイーン
- スーパー耐久2015「Team BOMEX」レースクイーン[8]
- PC MAXイメージガール（広告・看板）
- 4代目アペンザプラスキャンペーンガール
- 高級出会い喫茶「THE SALON」のイメージモデル[9]

### ツアー・ライヴ・イベント
- DVD『天女の羽衣』発売記念イベント（2015年5月10日）
- DVD『MISS YOU』発売記念イベント（2015年8月23日）
- DVD/BD『ずっと好きだよ』発売記念イベント（2015年12月17日）
- DVD/BD『お姉さんが、アツい夏を教えてあげる』発売記念イベント（2016年2月13日）
- CD『Sexy Beach Honeymoon』リリースイベント（2016年4月30日～5月29日 ZENBOO TOKYO他）
- DVD『月刊 隆行通信X／Ryuco Tushin X No.9 三田羽衣2』/BD『月刊 隆行通信BD／Ryuco Tushin BD No.18 三田羽衣』発売記念イベント（2016年5月13日）
- 全国暴走ツアー2016～タイホしちゃって♥～（2016年6月5日～8月12日）
- BOYS & GIRLS 夏祭り!!? feat. 恵比寿★マスカッツ ”全国暴走ツアー2016 ～タイホしちゃって?～” AFTER PARTY（2016年8月19日 2nd STAGE）[10]
- イナズマロック フェス 2016（2016年9月18日）[11]
- 私立バナナ・マンゴー・ハイスクール presents SHIBUYA HALLOWEEN MUSCATS 2016 ＊FC限定イベント（2016年10月29日）[12]
- 恵比寿★マスカッツ喧嘩上等ライブ ～VS仮面女子 8100円を払うのはどっちだ！？ このバカタレが！ in Zeppダイバーシティ東京～（2016年12月16日 Zeppダイバーシティ東京）[13]
- 「恵比寿★マスカッツ～Vol.2～」トレーディングカード発売記念イベント（2017年1月28日 書泉ブックタワー）[14]
- すごい豆まき2017（2017年2月3日 スターライズタワー）[15]
- 第2回王庭伝説公開オーディション（2017年2月11日 メガガーデン八潮）
- DVD/BD『三田夫人』発売記念イベント（2017年2月11日 ソフマップアミューズメント館）[16]
- NAGOYAオートトレンド2017（2017年2月25日 ポートメッセなごや(名古屋市国際展示場)）[17]
- 王庭伝説収録（2017年4月18日 メガガーデン所沢）
- 大トロ・中トロ・クアトロツアー2017～大漁～（2017年4月16日～5月4日）[18]
  - 4月16日 広島CLUB QUATTRO
  - 5月3日 渋谷CLUB QUATTRO
- 王庭伝説収録（2017年5月18日 メガガーデン所沢）
- 喜怒愛楽ツアー「全国イク行く～❤」（2017年5月13日～6月20日）[19]
  - 5月21日 横浜PREMIRE HALL
  - 5月27日 岡山CRAZYMAMA KINGDOM
  - 5月28日 高松オリーブホール
  - 6月10日 西川口Hearts
  - 6月20日 恵比寿LIQUIDROOM
- TIFもハジける！スパーリングNIGHT!!（2017年8月4日 TOKYO IDOL FESTIVAL 2017内特設会場）[20]
- 恵比寿★マスカッツ 夏のペロペロ祭り 2017 ～山根も浴衣に着替えたら？～ in Zepp Tokyo（2017年8月19日 Zepp Tokyo）[21]
- DVD/BD『ハウスメイド・三田羽衣（家政婦がミタ）』発売記念イベント（2017年10月29日 ソフマップアミューズメント館）[22]
- 恵比寿マスカッツ 1.5 初ライブ ラブホ街の悪夢（2017年12月29日 TSUTAYA O-EAST）[23]
- NAGOYAオートトレンド2018（2018年2月25日　ポートメッセなごや(名古屋市国際展示場)）[24]
- 恵比寿マスカッツ 1.5  コンプライアンスなんてこわくない！（2018年5月4日 マイナビBLITZ赤坂）[25]
- 「じゃり道/ホップステップバック」発売記念フリーライブ＆特典会[26]
  - 5月13日 晴れたら空に豆まいて（1部）
  - 5月20日 ATOM TOKYO（2部）
  - 5月24日 HMVエソラ池袋（トークショー）
- 森カノン卒業記念ツーマン『仮面女子×恵比寿マスカッツ1.5』（2018年6月30日 仮面女子カフェ）[27]
- 恵比寿マスカッツ1.5 おかげサマーツアー（2018年7月21日・8月24日）[28]
  - 7月21日 ボトムライン
  - 8月24日 TSUTAYA O-EST
- ファンファンスプラッシュ2018（2018年7月29日 お台場・青海J地区特設会場）[29]
- MUSIC POWER Special〜YY祭り2018 SUMMER〜（2018年8月25日 Nagoya ReNY limited）[30]
- DVD『かてきょ』発売記念イベント（2018年9月24日 ソフマップアミューズメント館）
- FC会員限定恵比寿マスカッツ2018ミニミニ運動会！（2018年11月17日）[31]
- 三田羽衣さん写真集『nude～旅だち～』発売記念 三田羽衣さんサイン会（2018年11月23日 書泉ブックタワー）
- 冬の卒業式～言っとくけど私たちず～っとマスカッツ好きだからなSP～（2018年12月15日 品川ステラボール）[32]
- FANZA ADULT AWARD 2019（2019年5月12日 新木場STUDIO COAST）
- 恵比寿マスカッツも新時代　開幕ダッシュライブ！（2019年5月13日 恵比寿LIQUIDROOM）[33]
- CD『EBISU ANIMAL ANTHEM』リリースイベント（2019年5月18日～6月9日）[34]
  - 5月18日 新宿ACBホール（第1部）
  - 5月26日 秋葉原マップ劇場
  - 6月8日 HIT STUDIO TOKYO（第2部）
- サマーCAMP 2019 夏だバカヤロー!!コマネチ！ツアー！（2019年7月27日～8月11日 ）[35]
  - 7月27日 渋谷O-WEST
  - 7月28日 渋谷O-WEST
  - 8月3日 SPADE BOX（名古屋）
- 「マジョガリータ／Twenty-Nine／Class」CD・ミュージックカード発売記念 予約＆リリースイベント！ミニライブ・特典会（2019年9月7日～10月27日）[36]
  - 9月7日 池袋Space Emo
  - 9月15日 エンタバアキバ by WonderGOO

## リリース

### DVD/BD
- DVD『天女の羽衣』（2015年4月24日 竹書房）
- DVD『MISS YOU』（2015年7月31日 スパイスビジュアル）
- DVD『月刊 隆行通信X／Ryuco Tushin X No.4 三田羽衣』（2015年11月1日 スタジオ デュオ）
- DVD/BD『ずっと好きだよ』（2015年11月25日 ウーノ）
- DVD/BD『お姉さんが、アツい夏を教えてあげる』（2016年1月25日 ウーノ）
- DVD『有馬奈那・三田羽衣・峰岸ちひろ LOVE TRIANGLE』（2016年1月29日 スパイスビジュアル）
- DVD『月刊 隆行通信X／Ryuco Tushin X No.9 三田羽衣2』（2016年4月1日 スタジオ デュオ）
- BD『月刊 隆行通信BD／Ryuco Tushin BD No.18 三田羽衣』（2016年4月1日 スタジオ デュオ）
- DVD/BD『三田夫人』（2017年1月25日 ウーノ）
- DVD/BD『三田女史と二日間すごせる券～禁則事項はありません～』（2017年3月25日 ウーノ）
- DVD/BD『もしも三田羽衣が彼女になったら』（VR彼女編）（2017年6月25日 ウーノ）
- DVD/BD『ハウスメイド・三田羽衣（家政婦がミタ）』（2017年8月25日 ウーノ）
- DVD/BD『恋は危険がいっぱい』（2017年10月25日 ウーノ）
- DVD『マスカットナイトDVD-BOX』（2017年12月27日 ポニーキャニオン）[37]
- DVD/BD『僕たち（私たち）お尻だ～いすき！ vol.8』（2018年1月25日 ウーノ）
- DVD『恵比寿★マスカッツ 全国暴走ツアー2016～タイホしちゃって❤～ 恵比寿LIQUID ROOM』（2018年1月31日 ポニーキャニオン）[38]
- DVD『恵比寿★マスカッツ 喜怒愛楽ツアー『全国イク行く～❤』恵比寿LIQUID ROOM』（2018年2月28日 ポニーキャニオン）[39]
- DVD『かてきょ』（2018年8月25日 Aircontrol）
- DVD/BD『三田温泉』（2018年11月25日 ティーアイエス）

### CD・配信
全て恵比寿★マスカッツ作品
- 1st Single CD『TOKYOセクシーナイト』（2015年11月25日 ポニーキャニオン）

　初回限定盤A（PCCA-04301）/初回限定盤B（PCCA-04302）/通常盤（PCCA-70463）
- 2nd Single CD『Sexy Beach Honeymoon』（2016年5月25日 ポニーキャニオン）

　初回限定盤A（PCCA-04382）/初回限定盤B（PCCA-04383）/通常盤（PCCA-70472）
- 1st Single配信『TOKYOセクシーナイト（Chinese version）』（2016年7月6日 ポニーキャニオン）[40]
- 3rd Single配信『バッキャロー』（2017年1月20日 ポニーキャニオン）[41]
- 4th Single配信『コイノウタ』（2017年2月17日 ポニーキャニオン）
- 5th Single配信『いまどきチャンス』（2017年3月17日 ポニーキャニオン）
- 6th Single配信『Jumping Bee』（2017年4月14日 ポニーキャニオン）
- 1st Album CD『喜怒愛楽』（2017年4月26日 ポニーキャニオン）

　A盤（PCCA-04524）/B盤（PCCA-04525）/C盤（PCCA-04526）
- ミュージックカード『じゃり道』『ホップステップバック』（2018年5月4日 ポニーキャニオン）[42]
- Single CD『EBISU ANIMAL ANTHEM』（2019年8月12日 EBISU MUSCATS PROJECT）[43]

### 写真集・その他
- 「恵比寿★マスカッツ～Vol.2～｣トレーディングカード（2017年2月発売）[44]
- 原寸大おっぱい図鑑（2017年8月2日、一迅社、撮影：須崎祐次）ISBN 978-4758015677[45] - Bカップ代表
- 恵比寿★マスカッツでヌケたりヌケなかったり（2017年8月19日、宝島社、撮影：佐賀章広、監修：マッコイ斉藤）ISBN 978-4800270191[46]
- nude～旅だち～（2018年11月2日、双葉社、撮影：西田幸樹）ISBN 978-4575314021[47]